# Limenitis sentia
Limenitis sentia är en fjärilsart som beskrevs av Frederick DuCane Godman och Osbert Salvin 1884. Limenitis sentia ingår i släktet Limenitis och familjen praktfjärilar. Inga underarter finns listade i Catalogue of Life.